# Un Américain bien tranquille (film, 1958)
Pour les articles homonymes, voir Un Américain bien tranquille.

Un Américain bien tranquille (titre original : The Quiet American) est un film américain réalisé par Joseph L. Mankiewicz, sorti en 1958, adapté du roman homonyme de Graham Greene.

## Synopsis
À Saïgon, au Viêt Nam, au début de l'année 1952, pendant la guerre d'Indochine, le journaliste britannique vétéran Thomas Fowler et le jeune Américain Alden Pyle, membre d’une mission d’aide médicale, se disputent les faveurs de la jeune amie vietnamienne de Fowler, Phuong. Parallèlement, Fowler découvre progressivement la véritable personnalité de Pyle, agent sous couverture de la CIA chargé d'apporter un soutien logistique au général Thé dans l'organisation d'attentats contre les Français, faussement attribués au Viet Minh.

## Fiche technique
- Titre : Un Américain bien tranquille
- Titre original : The Quiet American
- Réalisation : Joseph L. Mankiewicz, assisté de Bernard Vorhaus
- Scénario : Joseph L. Mankiewicz, d'après le roman de Graham Greene
- Musique : Mario Nascimbene
- Photographie : Robert Krasker
- Montage : William Hornbeck
- Production : Joseph L. Mankiewicz, Michael Waszynski (en), Vinh Noan[1]
- Société de production : Figaro Inc., United Artists
- Pays d'origine : États-Unis
- Tournage : du 27 janvier au 6 mars 1957 à Saïgon puis du 20 mars au 5 juin 1957 à Cinecittà
- Durée : 120 minutes
- Date de sortie : 1958

## Distribution
- Audie Murphy (VF : Michel François) :  Alden Pyle (l'Américain)
- Michael Redgrave (VF : Marc Valbel) : Thomas Fowler
- Claude Dauphin (VF : Marc Cassot) : inspecteur Vigot
- Giorgia Moll (VF : Jeanine Freson) : Phuong
- Bruce Cabot : Bill Granger
- Fred Sadoff (en) (VF : Georges Aubert) : Domínguez
- Kerima (VF : Claire Guibert) : la sœur de Phuong
- Richard Loo (VF : Serge Nadaud) : Monsieur Heng
- Peter Trent (VF : Michel Gudin) : Eliot Wilkins
- Georges Bréhat : le colonel français